# Perenethis simoni
Perenethis simoni là một loài nhện trong họ Pisauridae.
Loài này thuộc chi Perenethis. Perenethis simoni được Roger de Lessert miêu tả năm 1916.